# Komitet Centralny Komunistycznej Partii Białorusi
Komitet Centralny Komunistycznej Partii Białorusi (biał. Цэнтральны камітэт Камуністычнай партыі Беларусі, Centralny Kamitet Kamunistycznaj partyi Biełarusi) – najwyższy kolektywny organ kierowniczy Komunistycznej Partii Białorusi (KPB) pomiędzy jej zjazdami w latach 1924–1991. Wybierany był przez zjazd KPB w składzie członków i kandydatów na członków Komitetu Centralnego. W swojej działalności kierował się Programem i Statutem Komunistycznej Partii Związku Radzieckiego (KPZR), decyzjami zjazdów KPZR i KPB, plenów Komitetu Centralnego KPZR. Utworzony został podczas VIII zjazdu Komunistycznej Partii (bolszewików) Białorusi (KP(b)B) w dniach 12–14 maja 1924 roku, zastępując dotychczasowy organ kierowniczy partii: Centralne Biuro KP(b)B. Komitet Centralny KPB stał na czele wszelkiej działalności struktur partii komunistycznej w Białoruskiej SRR, organizował wykonanie dyrektyw Komitetu Centralnego KPZR, kierował strukturami partyjnymi na poziomie obwodów, miast i rejonów, wprowadzał w życie nabór i rozmieszczenie kadr kierowniczych.
Komitet Centralny KPB w praktyce kierował pracą wszystkich organów i organizacji społecznych, decydował we wszystkich głównych kwestiach życia państwowego i społecznego Białoruskiej SRR. W celu zarządzania pracą partii organizował co najmniej jedno posiedzenie plenarne na 4 miesiące. Pomiędzy plenami działały Biuro Komitetu Centralnego KPB i Sekretariat Komitetu Centralnego KPB, wybierane przez Komitet Centralny KPB.

## Siedziba
Ostatnia siedziba KC KPB mieściła się w budynku wybudowanym w latach 1939-1941 przy ul. Karla Marksa 38. W czasie II wojny światowej zajmowały go organy zarządzania niemieckim okupacyjnym Generalnym Okręgiem Białorusi (Генеральная акруга Беларусь, Generalbezirk Weißruthenien) (1941-1944). Budowę według proj. A. Wojnowa i W. Waraksina zakończono w 1947. Obecnie jest siedzibą administracji prezydenta Białorusi (Адміністрацыя Прэзідэнта Рэспублікі Беларусь) (1994-). 